# ساینو ستلایت
ساینو ستلایت (انگلیسی: Sino Satellite) شرکت دولتی فناوری هوافضا چینی است، که در سال ۱۹۹۴ تأسیس شد.